# 匈牙利王国
匈牙利王国（匈牙利語：Magyar Királyság）起算自伊什特万一世於1000年得到王冠，是为阿尔帕德匈牙利王国，然而事實上阿爾帕德王朝建國於895年。之後王國政權幾經轉手，正式终结于1946年成立的匈牙利第二共和國。
由于奥斯曼帝国在16世纪占领了匈牙利的中部和南部领土，这个国家被分割成三个部分：哈布斯堡皇家匈牙利、奥斯曼匈牙利和半独立的特兰西瓦尼亚公国。哈布斯堡家族在1526年莫哈奇战役后一直拥有着匈牙利的王位，直到1918年。匈牙利王国也在对抗奥斯曼帝国的解放战争中也扮演了一个关键的角色。
从1867年起，与匈牙利王室有关的领土被纳入奥匈帝国，名称为圣斯蒂芬王室的土地。君主制随着最后一位国王查理四世在1918年被废黜而结束，此后匈牙利成为一个共和国。在1920-1946年的 "摄政 "期间，该王国名义上得到了恢复，直到在1946年苏联占领下正式灭亡。
匈牙利王国从成立开始就是一个多民族国家，直到一战后《特里亚侬条约》签订。
它涵盖了今天的匈牙利、斯洛伐克、特兰西瓦尼亚和罗马尼亚的其他地区、喀尔巴阡山脉鲁塞尼亚（现在是乌克兰的一部分）、伏伊伏丁那（现在是塞尔维亚的一部分）、布尔根兰（现在是奥地利的一部分）、梅迪穆尔耶（现在是克罗地亚的一部分）、普雷克穆尔耶（现在是斯洛文尼亚的一部分）以及现在属于波兰的几个村庄。从1102年起，它与克罗地亚王国组成了共主邦联，共同接受匈牙利国王的统治。
匈牙利王國的領土範圍除了今日的匈牙利之外，還包括了斯洛伐克、克羅埃西亞的部分地區、塞爾維亞的伏伊伏丁那、羅馬尼亞的特蘭西瓦尼亞和奧地利的布爾根蘭州。今天這些地區中仍有一些是匈牙利族的聚居區。

## 历史沿革
1301年，匈牙利国王安德烈三世去世，死后无嗣，阿尔帕德王朝灭亡。卡洛伊一世继位，是为安茹匈牙利王国。1301-1526年，匈牙利王位多由選舉產生。
1526年摩哈赤战役後，匈牙利王国分裂为鄂圖曼属匈牙利与哈布斯堡匈牙利王国。
1711年簽訂《索特马尔和约》，承認奧皇為匈牙利世襲國王。
1848年議會通過<改革法案>，由封建國家轉為君主立宪制國家。
根據1867年奥地利-匈牙利折衷方案成为奥匈帝国的一部分。

## 第一共和
1918年，奥匈帝国在一战中战败，而帝国也随之分崩离析。10月31日，匈牙利王国在紫苑革命后，在卡罗伊·米哈伊的领导下，于11月16日正式对外宣告，成立了匈牙利民主共和国。此事件象征着哈布斯堡家族对于匈牙利长达几个世纪的统治正式结束。
1919年3月23日，因为卡罗伊伯爵未能解决这个新生国家的社会矛盾与经济问题，而协约国也要求将其领土割让给罗马尼亚、南斯拉夫、捷克斯洛伐克。在内外交困之下，他决定把政权交给社民党，然而社会党也感到难以解决局面，于是在和共产党人谈判后，3月21日，两党合并为匈牙利国社会党，3月23日，匈牙利苏维埃共和国正式成立。

## 霍尔蒂的摄政时期
1919年，匈牙利苏维埃共和国在匈罗战争之后战败，罗马尼亚军队占领了大部匈牙利的领土，而霍尔蒂领导的国民军在罗马尼亚撤军后进入布达佩斯。1920年2月，根据国民投票，匈牙利正式决定恢复君主政体，建立新的匈牙利王国，这个国家虽然在名义上是一个王国但是只在建国之初短暂地拥立过約瑟夫·奧古斯特，但大部分时间都是由霍尔蒂担任摄政。
在两次维也纳仲裁后，匈牙利獲得了斯洛伐克和罗马尼亚的部分地区，而两次仲裁使匈牙利更加靠近纳粹德国，也使后来其加入轴心国的一大原因。
1940年11月20日，匈牙利正式签署三国同盟条约，並參與入侵南斯拉夫获得了部分在一战中失去的领土，并且在德国的压力下参与了蘇德战争与对美国的战争。到1942年的斯大林格勒战役后，霍尔蒂考虑退出轴心国，并与英美秘密交涉。但是其意图被德国发现后，德国发动了玛格丽特行动，将匈牙利全国置于德国控制之下，霍尔蒂被软禁。1944年10月16日，发生了推翻现任政府的政变，霍尔蒂被迫下台，德国扶持了亲德的箭十字党政府上台。
苏联於1944年末开始的布達佩斯戰役打敗了德匈軍隊，占领匈牙利全境，并于二战结束后1946年建立匈牙利第二共和国，匈牙利王国正式灭亡。

## 延伸阅读
[在维基数据编辑]
 《新元史/卷257》，出自柯劭忞《新元史》